# السحتريين
السحتريين هي قرية مغربية شمال المملكة. تنتمي السحتريين لعمالة تطوان الساحلي. تضم هذه القرية 7.402 نسمة (إحصاء 2004).